# 哈利·波特：霍格沃茨之谜
《哈利·波特：霍格沃茨之谜》是一款电子角色扮演游戏，由果酱城市在港口鑰遊戲的授权下进行开发和发行。该游戏以魔法世界为背景，并基于J·K·罗琳所创作的《哈利·波特》系列小说改编。在《哈利·波特：霍格沃茨之谜》里，玩家以第一人称视角进入到虚构的霍格沃茨魔法学校；游戏里的时间背景早于原著故事。游戏于2018年4月25日发布，适用于Android和iOS设备。哈利波特系列电影中的许多演员都为该游戏配音。
该游戏收到了评论家的褒贬不一的评价。评论者指肯定游戏對於魔法世界的詮釋，但许多人对微交易现状持高度批评态度；尤其是那些用于重新获得游戏内能量系统的交易，几乎遭到普遍质疑。截至2019年3月，该游戏的总收入估计为1.1亿美元。

## 游戏玩法

截图左侧上方是游戏角色的相关属性及任务系统，而左侧下方则是各种游戏子系统切换按钮；右侧上方是能量、宝石、金币等消耗品数值。

《哈利·波特：霍格沃茨之谜》是一款电子角色扮演游戏，其游戏背景是根据J·K·罗琳所创作的《哈利·波特》系列小说而建立的哈利波特魔法世界。 游戏的时间设定在哈利·波特的出生和他前往霍格沃茨的上学之间。 游戏围绕玩家所创建角色在霍格沃茨学校内的生活历程而展开。 他们可以通过参加魔法课程、学习法术或与对手战斗并开始执行游戏任务。 通过游戏的遭遇系统，玩家可以做出影响游戏叙事的选择；但有时如果玩家的相关游戏属性数值不够高的话，那么这些选择将会被锁定。 玩家可以与原著小说中的角色互动，例如阿不思·邓布利多、鲁伯·海格和西弗勒斯·斯内普。
“能量（Energy）”用于在整个游戏中执行任务的消耗，这些任务会随着时间的推移而刷新。 玩家点击屏幕以在不同位置之间以移动角色。 玩家还可以通过在游戏中做出选择来获得不同程度的勇气、同理心和知识；更高级别的特定属性允许玩家在游戏中选择一些不同的对话选项并以改变与其他学生和教职员工的互动。

## 游戏情节
玩家将在游戏内扮演一名准备就读霍格沃茨魔法学校的男巫或女巫。玩家首先会遇到罗温·卡纳（Rowan Khanna），他将教会玩家有关魔法世界的一些常识。在与奥利凡德的谈话里，玩家知道自己的兄长——雅各布（Jacob）因为试图打开霍格沃茨里的“受诅咒的密室（Cursed Vaults）”而被开除；“受诅咒的密室”是传说中存在于霍格沃茨内的隐藏区域。
魔药课上，一名叫梅鲁拉·斯奈德（Merula Snyde）的学生破坏了玩家的坩埚并训斥了玩家。在斯奈德的带领下，玩家进入到一个房间里。房间里是一个巨大的食人植物所布下的圈套，但他们从那里逃脱了。他们随后发现了一个被寒冰包围的密室，他们被困于其中。在他们从这里逃脱之后才意思到这是一个“受诅咒的密室”，但是他们却没有办法打开它。
第二学年，罗温·卡纳和比尔·韦斯莱遭到寒冰袭击并最终被送进了医疗翼。三人组恢复后，他们打开了被诅咒的冰封密室并击败了保护密室的寒冰骑士。在密室里，他们发现了一根被折断的魔杖和一本书，而这些都是雅各布的。这些东西为他们提供了有关冰封密室的额外信息，他们借此找到了一扇暗门。暗门之后的房间里，雅各布曾经在那里隐藏过一些秘密。他们得到一些启示，查到了第二间“被诅咒的密室”隐藏在图书馆的禁书区。
在第二间被诅咒密室里，他们击败了变身成为伏地魔的博格特。利用在第一间被诅咒密室里找到的断魔杖，玩家打开了第二间被诅咒密室并找到了断箭和禁林地图。
而当两个被诅咒秘书被打开后，霍格沃茨教职员工开始寻求专业帮助；帕特丽夏·瑞克匹克（Patricia Rakepick）开始寻找并打开剩下的被诅咒密室。一些学生被发现梦游到第三个被诅咒密室，这是这个密室所给予的诅咒。玩家在打开第三个被诅咒的密室会发现里面有一件毛衣和一副龙的肖像画。梦游诅咒在第二年变得越来越严重，而有些学生被发现在城堡的画像中。

## 制作发行
《哈利·波特：霍格沃茨之谜》由位于美国加利福尼亚州洛杉矶的移动视频游戏公司果酱城市负责制作和出版。该游戏已经授权给门钥匙游戏，这是一家由华纳兄弟互动娱乐建立的出版品牌，旨在制作基于哈利·波特的游戏；而《哈利·波特：霍格沃茨之谜》是该品牌的首个游戏。哈利波特系列电影的许多演员，例如：迈克尔·刚本（阿不思·邓布利多饰演者）、玛吉·史密斯（米勒娃·麦格饰演者）、杰玛·琼斯（庞弗雷夫人饰演者）、莎莉·莫特摩（平斯夫人饰演者）、沃维克·戴维斯（菲利乌斯·弗立维饰演者）和佐伊·沃纳梅克（霍琦夫人饰演者）等都有为他们所饰演的角色配音。
该游戏于2018年1月18日首次发布，并于同年4月25日在Android和iOS移动设备上发布。该游戏的发布具有许多免费增值游戏中的组件，例如微交易。在粉丝的强烈反对之后，这些微交易中的许多物品都降价了。